# Commonwealth Fusion Systems
Commonwealth Fusion Systems (CFS) est une entreprise américaine fondée en 2018 visant à construire une centrale à fusion thermonucléaire compacte basée sur le concept de réacteur tokamak ARC (en) (affordable, robust, compact). L'entreprise est basée à Cambridge, dans le Massachusetts, à proximité du Massachusetts Institute of Technology (MIT) dont elle est issue. Elle est membre du programme d'innovation de la connaissance public-privé INFUSE du département de l'Énergie des États-Unis, avec le Laboratoire de physique des plasmas de Princeton et le Plasma Science and Fusion Center du MIT.

## Histoire
CFS est fondée en 2018 en tant que spin-off du MIT Plasma Science and Fusion Center, après un financement initial de 50 millions de dollars en 2018 de la multinationale italienne Eni. CFS clôture son tour de financement de capital-risque de série A en 2019 avec un total de 115 millions de dollars US de financement d'Eni, de Breakthrough Energy Ventures de Bill Gates, de Khosla Ventures de Vinod Khosla et d'autres. CFS lève 84 millions de dollars américains supplémentaires en financement de série A2 auprès de Temasek de Singapour, d'Equinor de Norvège et de Devonshire Investors, ainsi que d'investisseurs précédents. En octobre 2020, CFS comptait environ 100 employés. En tout, CFS a levé 250 millions de dollars auprès d'investisseurs divers.
En septembre 2020, la société fait état de progrès significatifs dans la conception physique et technique du tokamak SPARC, et en octobre 2020, du développement d'un nouveau câble supraconducteur à haute température, appelé VIPER.
En mars 2021, CFS annonce son intention de construire un siège social, une usine et un campus de recherche (y compris le tokamak SPARC) à Devens, dans le Massachusetts, dans la banlieue de Boston. Toujours en 2021, le PDG Bob Mumgaard est nommé au conseil d'administration de la Fusion Industry Association, qui a été constituée en association à but non lucratif avec pour objectif de lutter contre le changement climatique.
En septembre 2021, la société annonce le succès de l'expérimentation d'un aimant supraconducteur à haute température, capable de générer des champs magnétiques de 20 Tesla, et lève 1,8 milliard de dollars auprès de nombreux investisseurs (Bill Gates, Marc Benioff…) ainsi que des groupes industriels parmi lesquels Eni, Equinor et Google. La levée de fonds de 2021 a pour but de financer la construction de SPARC et ARC. SPARC devrait atteindre le seuil de l'énergie nette de fusion en 2025 et l'achèvement de la centrale électrique commerciale à fusion ARC est prévu en 2030.

## Technologie
CFS prévoit de se concentrer sur la démonstration de nouvelles technologies d'aimants supraconducteurs à haute température à base d'oxyde d'yttrium, de baryum et de cuivre. En septembre 2021, l'entreprise a fait la démonstration réussie d'un aimant de grand diamètre et à champ élevé (20 Tesla). Cette technologie d'aimant sera utilisée pour construire SPARC, un tokamak de démonstration à énergie nette positive. SPARC devrait être achevé en 2025. CFS prévoit ensuite de construire une centrale électrique basée sur la conception de l'ARC. SPARC et ARC prévoient tous deux d'utiliser un combustible à base de deutérium-tritium.